# Târnăcop

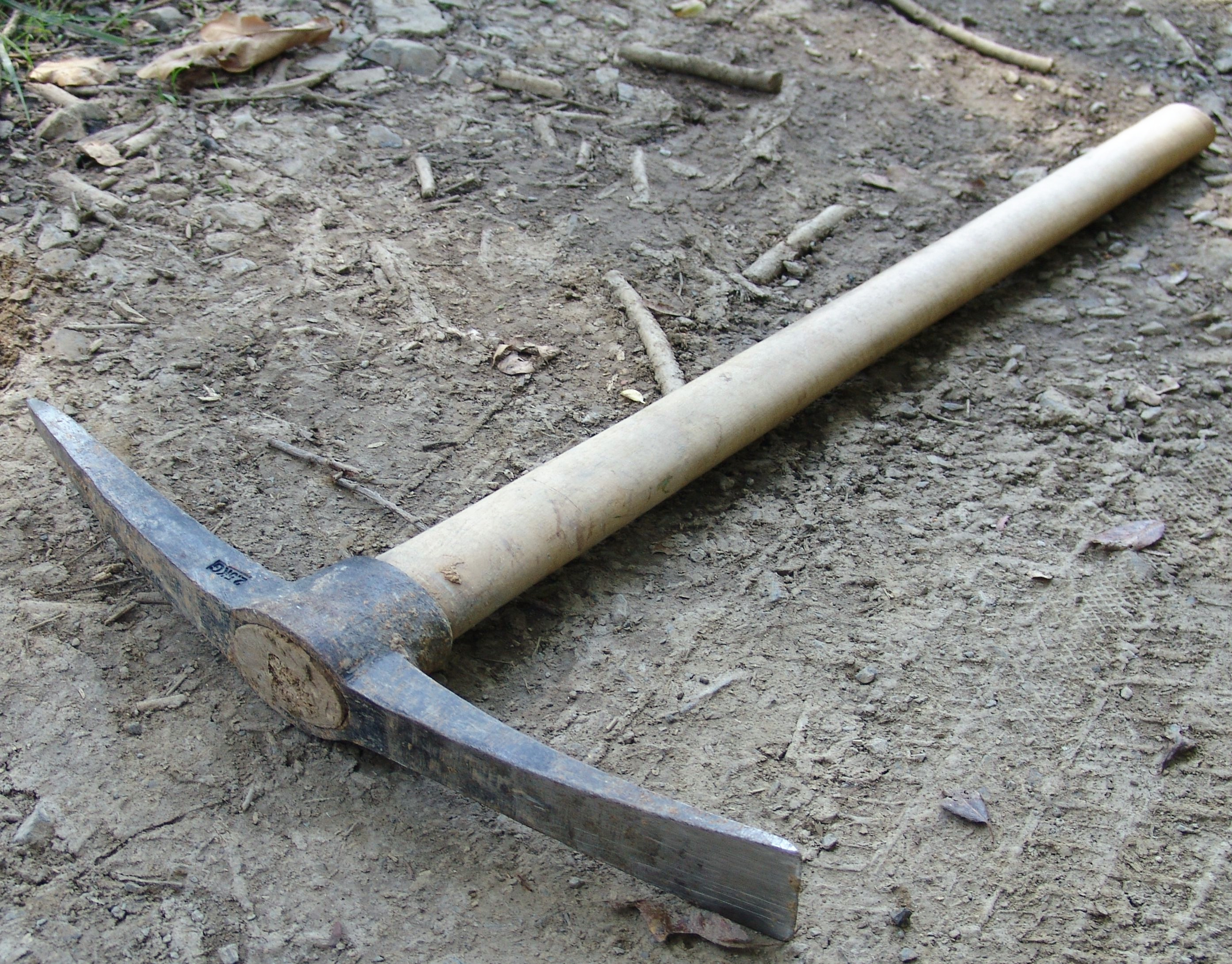

Târnăcopul este o unealtă formată dintr-o bară masivă de oțel, ascuțită la un capăt și lată la celălalt, prinsă într-o coadă de lemn, folosită la săpat în pământuri tari, la spart pietre etc.

## Alte denumiri
(reg.) cioancă, gheunoi, motâcă, pioc, săpoi, țiu, țucloi, (Mold.) cazma, (prin Ban.) chilăviță, (Munt.) chirlopan, ciocan, (Transilv.) crampen, (prin Transilv.) săpălău, (prin vestul Transilv.) târsă. (Sapă cu ~ul.)